# His Last Walk
His Last Walk (traducido como Su último paseo) es el álbum debut de la banda de post-hardcore y Hardcore cristiano Blessthefall; este es el último trabajo de la banda que cuenta con Craig Mabbitt quien luego fue reemplazado por Beau Bokan. Cuatro sencillos fueron lanzados del álbum: "Guys Like You Make Us Look Bad", "Higinia", "A Message to the Unknown", and "Rise Up." La última canción del disco, His last walk, dura 2 minutos aproximadamente.

## Listado de canciones
| N.º | Título                           | Duración |  |
| 1.  | «A Message To The Unknown»       | 3:32     |  |
| 2.  | «Guys Like You Make Us Look Bad» | 3:55     |  |
| 3.  | «Higinia»                        | 2:46     |  |
| 4.  | «Could Tell A Love»              | 2:51     |  |
| 5.  | «Rise Up»                        | 3:42     |  |
| 6.  | «Times Like These»               | 4:07     |  |
| 7.  | «Pray»                           | 4:18     |  |
| 8.  | «With Eyes Wide Shut»            | 2:54     |  |
| 9.  | «Wait For Tomorrow»              | 3:25     |  |
| 10. | «Black Rose Dying»               | 4:03     |  |
| 11. | «His Last Walk»                  | 10:31    |  |

Bonustracks
1. Rise Up (Acoustic versión) - 3:08 (Solo en el relanzamiento)
2. I Wouldn't Quit If Everyone Quit - 4:09

## Personal
BTF
- Craig Mabbitt - Voz
- Jared Warth - Bajo, teclados, piano, programación, coros
- Eric Lambert - Guitarra solista
- Mike Frisby - Guitarra rítmica
- Matt Traynor - Batería, Percusión

Producción
- Blessthefall - producción, masterización, mezcla, ingeniería de sonido
- Paul Gómez - A&R
- Jordan Tappis	- A&R
- Stewart Teggart - administración